# جماعة الفلم السوداني
جماعة الفيلم السوداني هي جمعية ثقافية غير ربحية مستقلة تأسست في أبريل/نيسان 1989، وإقتصرت نشاطاتها على التثقيف ونشاطات إنتاجية محدودة، وحفظ أرشيف سينمائي مبعثر للسينما السودانية وهي تُعد من أبرز المبادرات الثقافية التي ساهمت في نهضة السينما السودانية المعاصرة، من خلال دعم وتدريب صانعي الأفلام الشباب، وتوفير منصات بديلة للإنتاج والعرض في ظل غياب البنية التحتية الرسمية للسينما في السودان . لعبت جماعة الفيلم السوداني دورًا محوريًا في خلق بيئة إبداعية جديدة، وتقديم أعمال نالت استحسانًا محليًا ودوليًا.
من أبرز المؤسسين ل جماعة الفيلم السوداني، إبراهيم شداد، والذي درس في مدرسة السينما في بابلسبيرغ في ألمانيا الديمقراطية سابقا. و سليمان محمد إبراهيم النور درس في معهد "غيراسيموف" للتصوير السينمائي في موسكو بالاتحاد السوفياتي السابق و منار الحلو درست السينما في رومانيا. والطيب مهدي درس في المعهد العالي للسينما في القاهرة بمصر
كان الهدف من تأسيس جماعة الفيلم السوداني هو إيجاد بديل للتعليم الأكاديمي في مجال السينما، وفتح فرص الإنتاج أمام الشباب، من خلال الورش التدريبية والمشاريع العملية.
ورش التدريب والإنتاج
أطلقت الجماعة عددًا من ورش العمل في مجالات الإخراج، التصوير، والمونتاج، بالتعاون مع جهات دولية مثل معهد جوته الألماني، وكان من أبرز هذه المشاريع:
مشروع سودان فيلم فاكتوري، الذي قام بإنتاج أفلام قصيرة لصانعين جدد، شاركت بعضها في مهرجانات عربية وعالمية.
مهرجان السودان للسينما المستقلة
في عام 2014، نظمت جماعة الفيلم السوداني أول دورة من مهرجان السودان للسينما المستقلة، الذي أصبح منذ ذلك الحين حدثًا سنويًا مهمًا في المشهد الثقافي السوداني. يعرض المهرجان أفلامًا محلية وإقليمية وعالمية، ويقدم منصة للتبادل الفني والمعرفي بين صناع الأفلام.
مع تطور قدرات صناع الأفلام داخل جماعة الفيلم السوداني، بدأت أعمالهم تحظى باهتمام متزايد من المهرجانات والمؤسسات السينمائية العالمية. من أبرز الأعمال التي تميزت خلال هذه الفترة:
"الست" (2020) للمخرجة سوزانا ميرغني، وهو فيلم قصير حصل على عدة جوائز دولية.
"على إيقاع الأنتونوف" (2014) للمخرج حجوج كوكا، والذي استُقبل بحفاوة في مهرجانات كبرى وفاز بجائزة الجمهور في مهرجان تورونتو السينمائي.
كما استمرت الجماعة في إقامة عروض سينمائية في مناطق مختلفة من البلاد، مما ساهم في نشر الثقافة السينمائية بين فئات واسعة من الجمهور.
التحديات والاستمرارية (2022 - الآن)
رغم التحديات المتعلقة بالتمويل والبنية التحتية، وندرة دور السينما، وغياب المؤسسات الرسمية الداعمة، واصلت جماعة الفيلم السوداني نشاطها من خلال:
إنتاج أفلام قصيرة بتقنيات بسيطة وفرق عمل صغيرة.
تنظيم عروض متنقلة في المدن والولايات.
دعم المخرجات والمخرجين الجدد من الجنسين.
أبرز الأفلام في هذه المرحلة:
"وداعًا جوليا" (2023) للمخرج محمد كردفاني، الذي عُرض في مهرجان كان السينمائي كأول فيلم سوداني يشارك في المسابقة الرسمية.
"البرج" و**"مفاتيح مكسورة"**، اللذان عُرضا ضمن برامج دولية بالتعاون مع شركاء ثقافيين.
شخصيات بارزة في جماعة الفيلم السوداني
طلال عفيفي: منتج ومؤسس "سودان فيلم فاكتوري"، كان له دور كبير في إدارة الورش والمهرجانات.
إبراهيم شداد: من رواد السينما السودانية، أعادت الجماعة ترميم وعرض أفلامه الكلاسيكية.
سوزانا ميرغني: قدمت سينما معاصرة مميزة تهتم بالهوية الثقافية.
حجوج كوكا: عرف بتجربته في السينما الوثائقية والموسيقية.
محمد كردفاني: أحدث نقلة كبيرة عبر فيلمه "وداعًا جوليا".
أثر جماعة الفيلم السوداني
ساهمت في تدريب عشرات الشباب السودانيين على تقنيات العمل السينمائي.
أعادت تعريف السينما السودانية كوسيلة تعبير فني معاصر.
وفرت بيئة إنتاجية بديلة بعيدًا عن الأنظمة التقليدية.
عرّفت العالم بالسينما السودانية عبر مشاركات دولية.
مثّلت جماعة الفيلم السوداني نموذجًا ناجحًا في تطوير سينما مستقلة في بيئة تفتقر إلى البنية التحتية والدعم المؤسسي. وبفضل إصرار أعضائها وشغفهم بالفن، أسهمت الجماعة في بناء مشهد سينمائي متجدد، ونقل صورة جديدة عن السودان عبر الكاميرا والعدسة، تليق بتاريخه وثقافته المتنوعة.